# Huerta (Castropol)
Huerta (oficialmente y en asturiano: A Horta) es una aldea de la parroquia de Moldes, concejo de Castropol, en la comarca del Eo-Navia, Principado de Asturias, España.